# Kõrve (Avinurme)
Kõrve − wieś w Estonii, w prowincji Virumaa Wschodnia, w gminie Avinurme.